# Saajan
Saajan (Hindi: ; deutsch: Geliebter) ist ein Bollywood-Film, der in Indien 1991 erschienen ist.

## Handlung
Der verwaiste, arme und humpelnde Aman (Sanjay Dutt) freundet sich in seiner Kindheit mit dem reichen Akash Verma (Salman Khan) an. Akash stellt Aman seinen Eltern vor, sie adoptieren ihn und geben ihm ihren Familiennamen. Akash und Aman wachsen wie Brüder auf. Akash ist ein Playboy und Aman schreibt Gedichte unter dem Namen Sagar, durch die er berühmt wird. Einer seiner Fans ist eine junge Frau namens Pooja Saxena (Madhuri Dixit). Sie korrespondieren miteinander über ein paar Monate und Pooja verliebt sich in den Schreiber, aber Aman traut sich nicht auf Grund seiner Behinderung, seine Identität preiszugeben. Als Akash Pooja sieht, verliebt er sich Hals über Kopf in sie. Aman erfährt das und bittet Akash sich als Sagar auszugeben. Am Ende findet Akash heraus, dass Aman eigentlich Sagar ist und Pooja liebt. Aman zuliebe opfert Akash seine Liebe.

## Auszeichnungen
Filmfare Awards 1991:
- Filmfare Award/Beste Musik – Nadeem-Shravan
- Filmfare Award/Bester Playbacksänger – Kumar Sanu für das Lied „Mera dil bhi“